# Irina Margareta Nistor

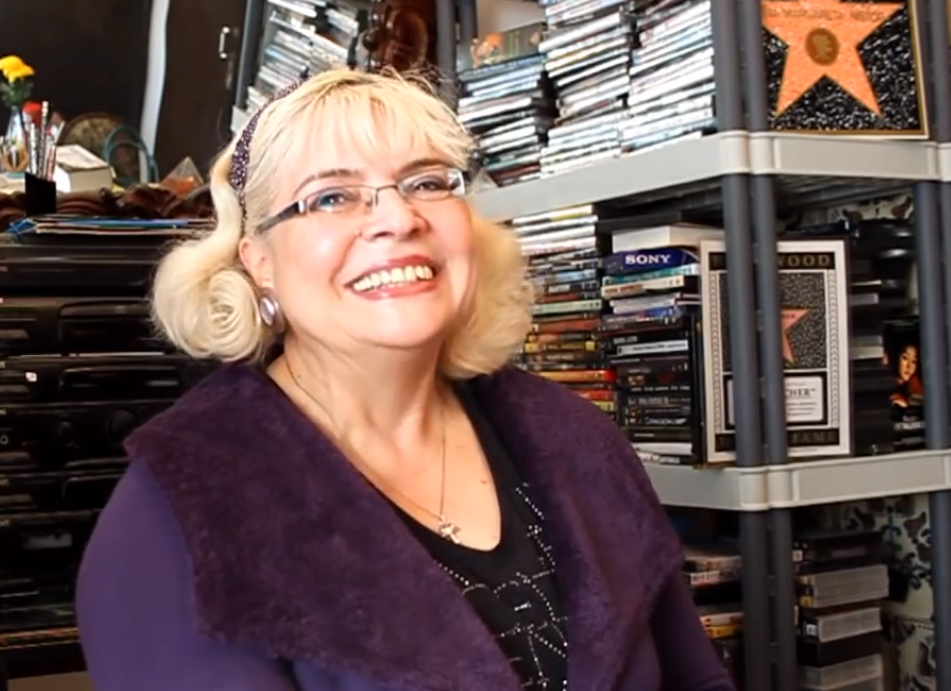
Irina Margareta Nistor

Irina Margareta Nistor, född 26 mars 1957, är en rumänsk översättare och filmkritiker.
Under kommunistregimen i Rumänien arbetade Nistor som TV-programsöversättare. Hon är känd för att i hemlighet ha översatt och dubbat över 3000 förbjudna filmer som smugglats in i landet som videokassetter från väst. Dessa videokassetter spreds snabbt genom Rumänien, och hennes röst blev allmänt känd i hela landet. I ett videoprogram New York Times producerat om Nistor noterade en av de intervjuade: "Vi började faktiskt undra varför alla roller i alla filmer blev dubbade med samma röst… [Nistors] röst är den mest kända i Rumänien efter Ceausescus...” 
Nistor arbetade för Rumänsk TV från 1980 till 1999, först som filmöversättare och senare som programproducent. 1993 producerade hon, på franska för TV5 Europe, ett timslångt dokumentärprogram “Rumänsk film efter 1989”.
En dokumentärfilm om Nistor, Chuck Norris VS Communism, regisserades av den i London bosatte rumänske regissören Ilinca Calugareanu. Filen hade premiär på Edinburgh International Film Festival den 24 och 25 June 2015.
Nistor är fortfarande aktiv inom rumänsk filmindustri. 2012 lanserade hon Psykoanalys och filmfestival, ledd av psykoanalytikern Andrea Sabbadini. Den var den rumänska förlängningen av den Europeiska psykoanalysfilmfestivalen som leddes av den italienske filmregissören Bernardo Bertolucci. I nio år har hon presenterat Filmernas röst, ett söndagsprogram på Radio Guerilla. 2006 gav hon ut en bok om sin mentor, filmkritikern D.I. Suchianu.